# فيلما دينكلي
فيلما دينكلي (بالإنجليزية: Velma Dinkley) هي شخصية خيالية ورئيسية من سكوبي دو وهي المخطط والمفكر والعبقري في الفريق وأول من يكتشف اللغز في التحقيق، وهي من أصل ألماني.